# Перископ (объектив)

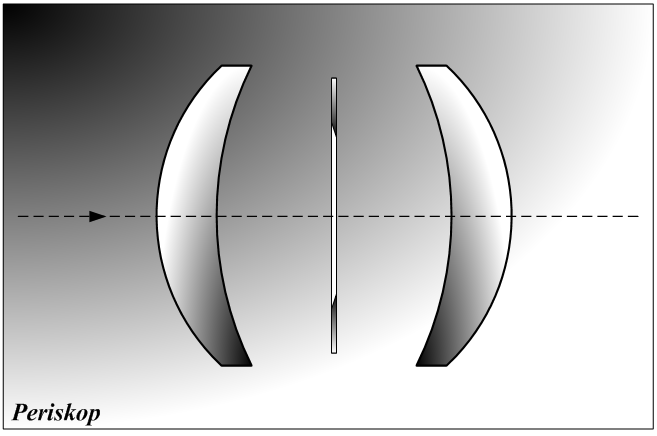
Оптическая схема перископа

Периско́п — тип фотографического объектива, состоящего из двух одинаковых положительных менисков с апертурной диафрагмой между ними.
Создан Хуго Штайнхайлем (нем. Hugo Adolph Steinheil) и запатентован в 1865 году. За три года до этого американцы Харрисон и Шнитцер (англ. Charles Harrison, Joseph Schnitzer) по тому же принципу собрали первый практически пригодный широкоугольник «Глобус», составленный из двух склеенных ахроматов. По сравнению с «Перископом» объектив был совершеннее, так как кроме дисторсии и комы корригировал ещё хроматическую аберрацию. Однако из-за отсутствия дорогих склеенных элементов «Перископ» оказался гораздо доступнее, сохранив свою популярность до начала XX века. Именно такое оптическое устройство имел первый советский объектив, выпущенный в начале 1920-х годов.
Как и у более совершенного «Глобуса», сферическая аберрация, астигматизм и кривизна поля «Перископа» не устранены. Через год после «Перископа» Штайнхель создал собственный вариант «Глобуса», названный им «Апланатом».